# Al Wakrah
Al Wakrah (arabo: الوكرة) è una municipalità del Qatar di 87 970 abitanti.